# Ligue 1 2016-2017
La Ligue 1 2016-2017 è stata la 79ª edizione della massima serie del campionato di calcio francese, disputato tra il 12 agosto 2016 e il 20 maggio 2017 e concluso con la vittoria del Monaco, al suo ottavo titolo, diciassette anni dopo l'ultima volta.
Capocannoniere del torneo è stato Edinson Cavani (Paris Saint-Germain) con 35 reti.

## Stagione

### Novità
A sostituire le retrocesse Stade Reims, Ajaccio e Troyes sono Nancy, Dijon e Metz.
A partire da questa stagione viene introdotto lo spareggio tra la terzultima classificata della Ligue 1 e la terza classificata della Ligue 2 per stabilire chi potrà giocare in massima divisione nella stagione successiva.

### Formula
Le venti squadre partecipanti si sfidano in un torneo organizzato in partite di andata e ritorno per un totale di 38 incontri per ogni squadra. A ogni partita sono assegnati 3 punti alla squadra vincitrice e 0 punti alla squadra sconfitta, 1 punto a ciascuna squadra in caso di pareggio.
Le squadre qualificate alle coppe europee sono sei. Le prime tre squadre in classifica sono ammesse alla UEFA Champions League 2017-2018, con le prime due qualificate alla fase a gironi e la terza al terzo turno preliminare (percorso piazzate). La quarta classificata, assieme alle vincitrici di Coupe de France 2016-2017 e Coupe de la Ligue 2016-2017, è qualificata alla UEFA Europa League 2017-2018. Come da regolamento UEFA, la vincitrice della Coupe de France si qualifica alla fase a gironi di Europa League, mentre la quarta classificata in campionato e la vincitrice di Coupe de la Ligue sono ammesse al terzo turno preliminare. Qualora la vincitrice della Coupe de France sia già ammessa alla Champions League, il posto europeo della coppa viene attribuito alla quinta classificata in campionato: in questo caso la quarta classificata si qualifica alla fase a gironi, mentre la quinta è ammessa al terzo turno preliminare. Analogamente si procede nel caso in cui la vincitrice di Coupe de la Ligue sia già qualificata alla Champions League, con il sesto posto che qualifica per l'Europa League.
Le ultime due squadre in classifica e la sconfitta nello spareggio sono retrocesse in Ligue 2 (seconda serie del campionato francese).

### Calciomercato

#### Sessione estiva (dal 9 giugno al 31 agosto)
Il PSG campione uscente intraprende un nuovo ciclo: infatti la panchina parigina è assegnata al vincitore di tre Europa League consegutive con il Siviglia Unai Emery, il quale si assicura le prestazioni del centrocampista polacco Grzegorz Krychowiak (che lo ha seguito a Parigi), della rivelazione della scorsa stagione Hatem Ben Arfa e del difensore belga Thomas Meunier. Inoltre viene strappato il fantasista spagnolo Jesé dal Real Madrid per 25 milioni. Salutano la capitale tre protagonisti dell'ultimo quadriennio di trionfi: Zlatan Ibrahimović, Gregory van der Wiel e David Luiz, quest'ultimo ceduto per 40 milioni al Chelsea.

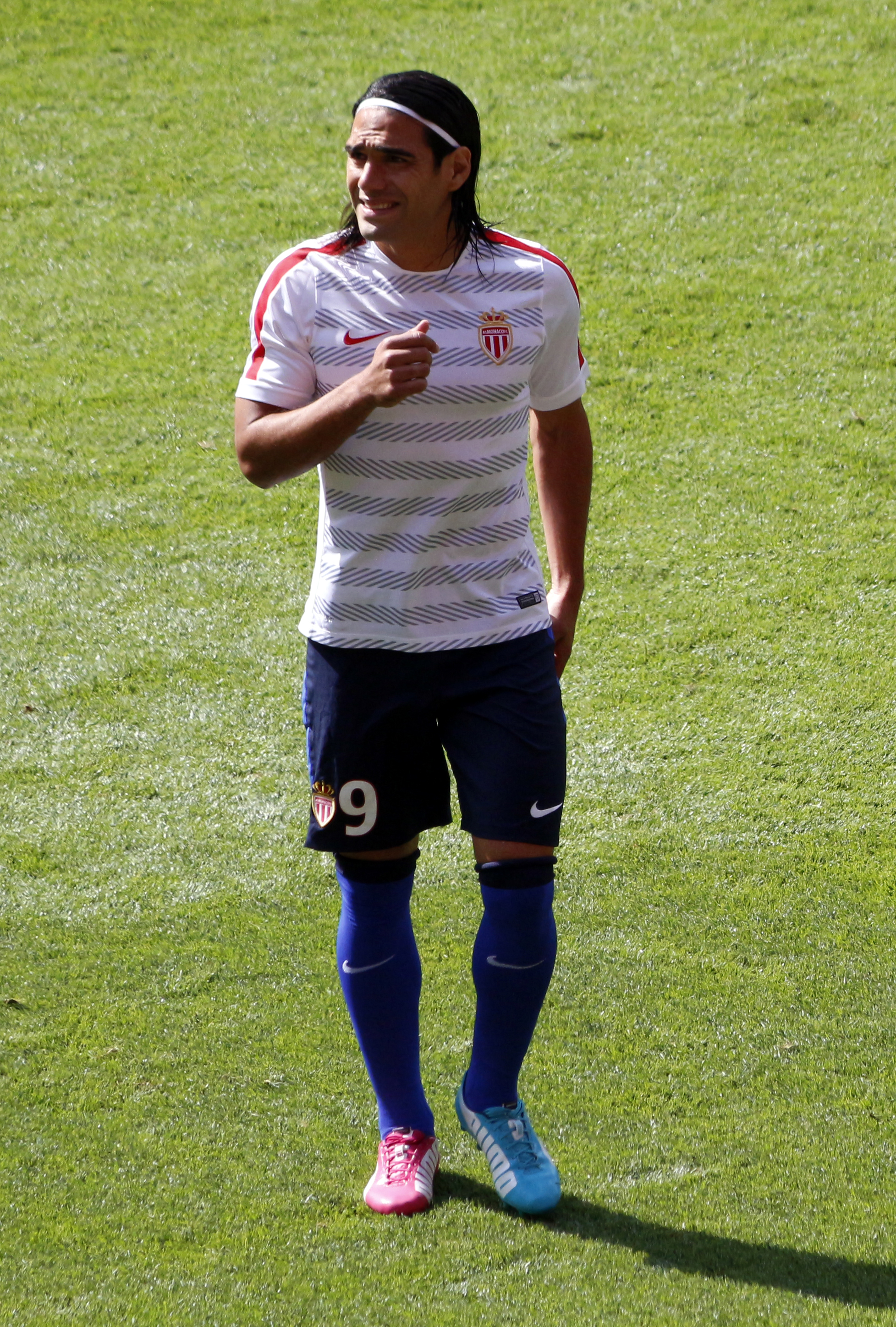
Radamel Falcao torna al Monaco dopo due stagioni in prestito nella Premier League.

Nella Rodano-Alpi, il Lione del presidente Jean-Michel Aulas puntella il reparto difensivo mettendo sotto contratto Nicolas N'Koulou dai rivali del Marsiglia, il giovane argentino Emanuel Mammana prelevato dal River Plate per 7,5 milioni e il nazionale polacco Maciej Rybus. Purtroppo visto il forte interessamento del Barcellona, i Gones cedono il gioiello francese Samuel Umtiti per una modica cifra di 25 milioni, e lo sostituiscono con giovanissimo Mouctar Diakhaby, alla sua prima esperienza tra i professionisti. Della medesima regione, il Saint-Étienne rinforza il proprio organico comperando il difensore svincolato Cheikh M'Bengue, il terzino Bryan Dabo dal Lorient e in prestito i centrocampisti Henri Saivet e Jordan Veretout.
Nella Costa Azzurra, la dirigenza del Monaco decide di cambiare la strategia di mercato, che fino all'estate scorsa prevedeva la cessione degli elementi più brillanti ad alto prezzo - nonostante si trattassero di titolari - e di sostituirli con giovani di prospettiva: infatti nell'estate del 2016 la squadra del Principato si è dedicata soprattutto a conservare i suoi gioielli e acquistare giovani che abbiano raggiunto un certo numero di presenze con la prima squadra. Firmano per i monegaschi i giovani terzini Benjamin Mendy dai rivali del Marsiglia e Djibril Sidibé dal Lilla, l'esperto difensore della Nazionale polacca Kamil Glik dal Torino, l'attaccante Valère Germain dal Nizza e Radamel Falcao, di ritorno dal prestito dopo due stagioni altalenanti tra le file prima del Manchester United e poi del Chelsea. Infine viene promosso dal settore giovanile il talentuoso Kylian Mbappé. Lasciano il Principato tra gli altri Ricardo Carvalho e il capitano Jérémy Toulalan. Il Marsiglia perde i suoi punti di riferimento, con la cessione del portiere Steve Mandanda al Crystal Palace, del difensore Nicolas N'Koulou al Lione, del terzino Benjamin Mendy al Monaco e dell'attaccante Michy Batshuayi al Chelsea per 39 milioni. A rafforzare la rosa i prestiti di Florian Thauvin dal Newcastle, Bafétimbi Gomis dallo Swansea City, Clinton N'Jie dal Tottenham, e William Vainqueur dalla Roma. In entrata si segnalano gli arrivi di Tomáš Hubočan e di Rémy Cabella dal Newcastle.

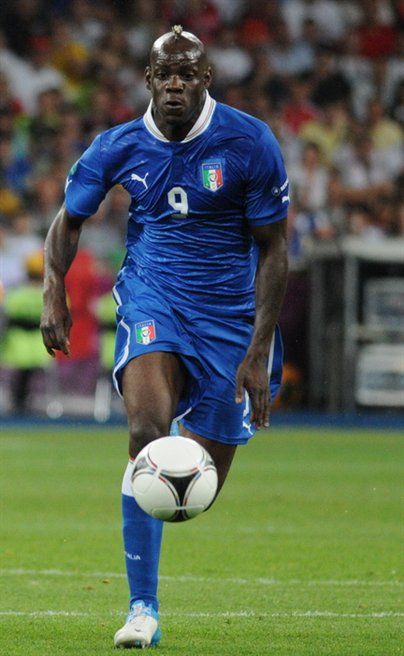
L'italiano Mario Balotelli firma nelle ultime ore di mercato con il Nizza.

A seguito della cessione della società ad un consorzio formato da investitori cinesi e americani, il Nizza cambia gestione e la formazione passa nelle mani del tecnico elvetico Lucien Favre, il quale si garantisce le prestazioni di Dante, Mario Balotelli e Younès Belhanda in prestito.. Viene promosso dal settore giovanile il difensore Malang Sarr. Vengono ceduti Hatem Ben Arfa al PSG, Valère Germain al Monaco, il capitano Nampalys Mendy (€ 15,5 milioni dal Leicester City) e l'esterno Jérémy Pied al Southampton. Il Lilla cede Sidibé (Monaco) e Sofiane Boufal (il Southampton sborsa € 19 milioni), acquistando definitivamente il campione d'Europa Éder, che era arrivato al LOSC in prestito dallo Swansea City nella seconda parte dell'ultima stagione, autore del gol decisivo nella finale degli Europei 2016 vinta dal Portogallo contro la Francia. Vengono acquistati anche Julian Palmieri, Nicolas de Préville e in prestito Rony Lopes. Il Bordeaux acquista l'esperto mediano Toulalan (Monaco) e l'attaccante Jérémy Ménez (Milan). Il Caen, sorpresa della scorsa stagione insieme all'Angers, perde il suo centravanti di riferimento, Andy Delort, volato al Tigres per una cifra vicina agli 8 milioni, e il terzino destro Dennis Appiah, che l'Anderlecht fa suo per 3 milioni. Viene riscattato Ronny Rodelin dal Lille e acquistato il giovane Ivan Santini dallo Standard Liegi. Il Bastia prende in prestito Allan Saint-Maximin dal Monaco, Enzo Crivelli dal Bordeaux e Lenny Nangis dal Lille, mentre a titolo definitivo arriva Thievy Bifouma dall'Espanyol, prestato la scorsa stagione al Reims.
Nella Bretagna, il Rennes cede Ousmane Dembélé al Borussia Dortmund per € 15 milioni. Gli unici acquisti di rilievo sono il difensore Ramy Bensebaini dal Paradou e l'attaccante Yoann Gourcuff, figlio proprio del nuovo allenatore dei rossoneri Christian Gourcuff. Sempre in Bretagna, il Lorient vende il campione d'Europa Raphaël Guerreiro (Borussia Dortmund) e il nazionale gabonese Didier N'Dong al Sunderland. Viene promosso in prima squadra il diciassettenne Mattéo Guendouzi. Nella stessa regione, il Guingamp del nuovo allenatore Antoine Kombouaré acquista il portiere svedese Karl-Johan Johnsson e il brasiliano Fernando Marçal dal Benfica seppur in prestito.
In Occitania, il Tolosa cede Wissam Ben Yedder al Siviglia per € 9 milioni e lo sostituisce con l'acquisto di Ola Toivonen e di Christopher Jullien. Al Montpellier torna dal prestito Steve Mounié.
Nella Loira, il Nantes acquista il giovane centravanti polacco Mariusz Stępiński e due difensori brasiliani, Diego Carlos e Nicolas Lima. Infine dalla seconda squadra viene promosso Amine Harit, campione d'Europa con la nazionale francese under-19. L'Angers viene privato del pilastro del centrocampo Romain Saïss, passato al Wolverhampton per 4 milioni e acquista il regista classe '95 Baptiste Santamaria dal Tours, il capocannoniere della Ligue 2 con il Clermont Famara Diedhiou, il portiere Mathieu Michel dal Nimes, il centravanti del Sochaux Karl Toko Ekambi e Nicolas Pépé che torna dopo una stagione in prestito all'Orléans.
Tra le neopromosse, il Nancy puntella il centrocampo con l'esperto Alou Diarra e il giovane Vincent Marchetti dall'AC Ajaccio. Il Digione acquista l'algerino Mehdi Abeid dal Panathīnaïkos. Il Metz acquista lo specialista Milan Biševac dalla Lazio, l'esterno offensivo Opa Nguette dal Valenciennes e in prestito dall'Hannover il turco Mevlüt Erdinç.

#### Sessione invernale

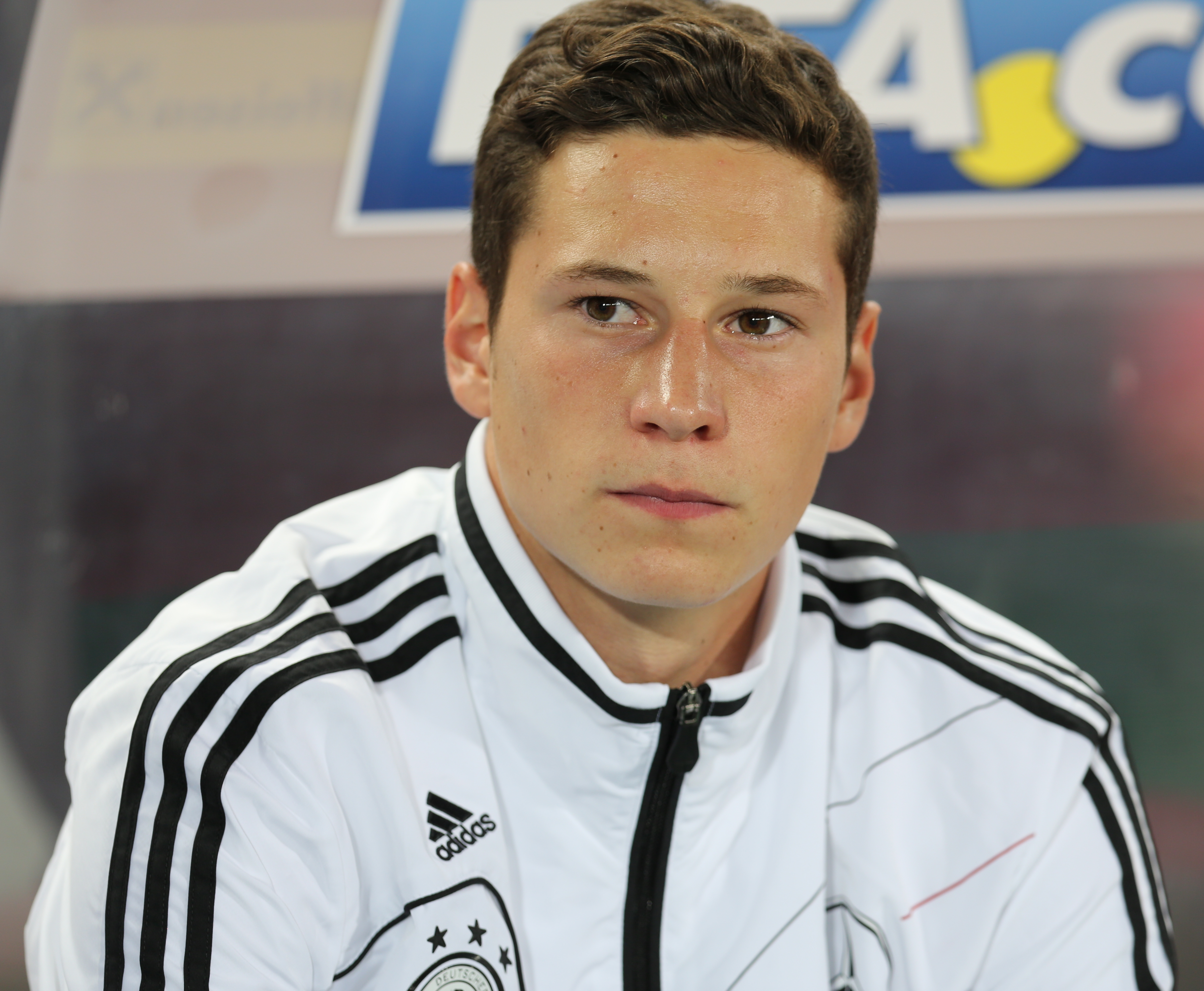
Il nazionale tedesco Julian Draxler firma per il PSG.

Il mercato di riparazione della Ligue 1 è molto movimentato. I Campioni in carica del PSG, visto il disastroso mercato estivo, si rinforzano con gli acquisti di Julian Draxler dal Wolfsburg per 45 milioni, di Gonçalo Guedes dal Benfica per 30 milioni e del ritorno in prestito di Giovani Lo Celso dal Rosario Central. Partono dalla capitale francese Hervin Ongenda a titolo definitivo in direzione PEC Zwolle, Jonathan Ikoné in prestito al Montpellier e Salvatore Sirigu in prestito all'Osasuna. Invece, il Monaco acquista per quasi 9 milioni il terzino del Flamengo Jorge e cede in prestito Paul Nardi, Corentin Jean e Adama Traoré rispettivamente a Cercle Bruges, Tolosa e Rio Ave. Il Nizza recluta dal Lilla il centrocampista Mounir Obbadi.

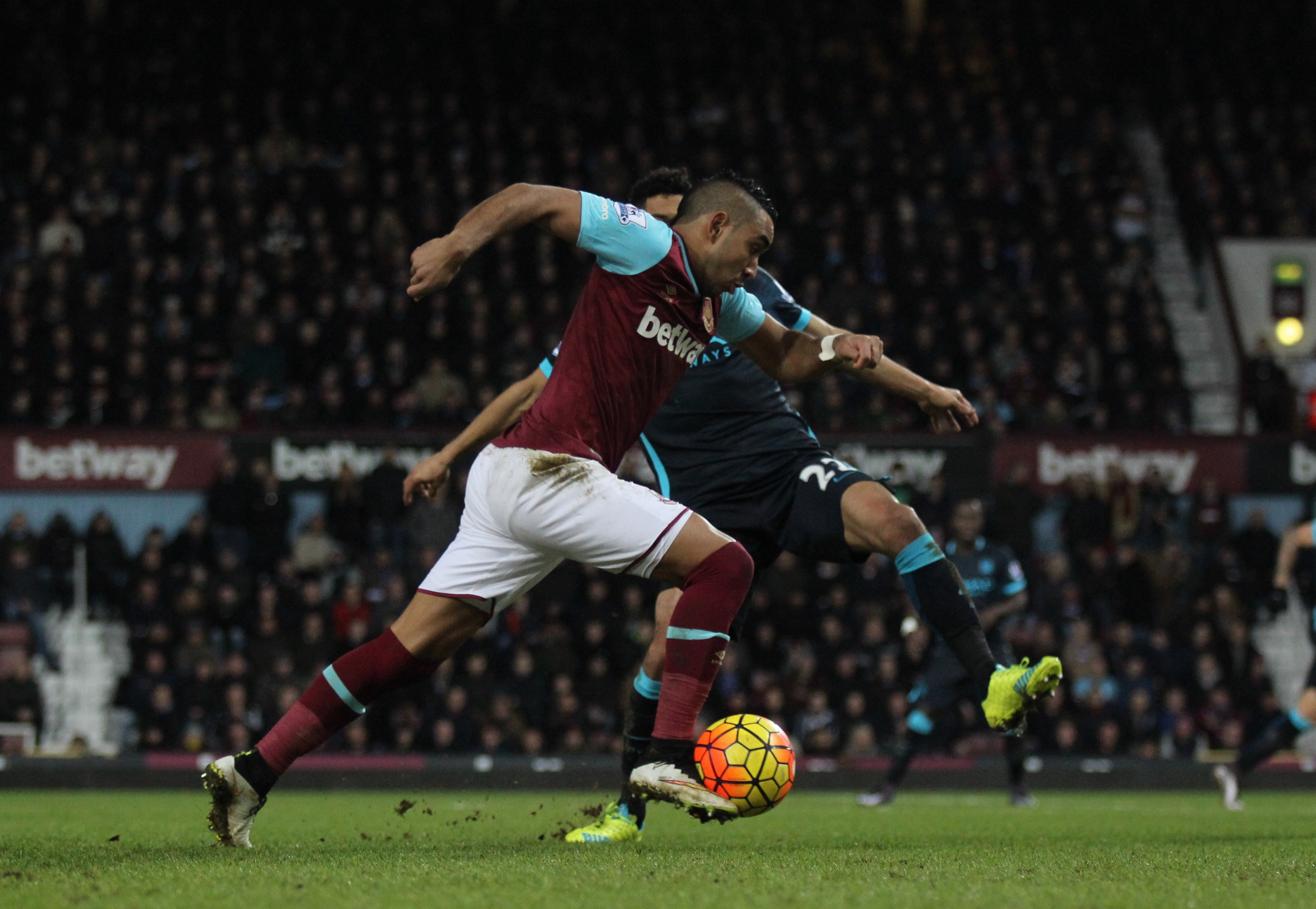
Il nazionale francese Dimitri Payet fa ritorno al Marsiglia del nuovo proprietario McCourt.

Il Lione fa suo Memphis Depay dal Manchester United per un'offerta attorno a 24 milioni, mentre cede in prestito Aldo Kalulu al Rennes e Clément Grenier alla Roma. Inoltre il venticinquenne dei Gones Gueïda Fofana annuncia il ritiro dal calcio giocato a causa di un infortunio cronico alla caviglia risalente al 2014. Il Guingamp tessera l'ex capitano del Nizza Mathieu Bodmer. Il Saint-Étienne acquista dall'Arouca il giovane Jorginho tramite il prestito con diritto di riscatto.
Il Marsiglia del nuovo proprietario McCourt, puntella la propria rosa con gli acquisti di Morgan Sanson dal Montpellier, di Patrice Evra dalla Juventus, di Dimitri Payet dal West Ham per 29 milioni e di Grégory Sertic dai girondini. Il Bordeaux acquista il centrocampista argentino Daniel Mancini dal Newell's Old Boys, il centrocampista Younousse Sankharé dal Lilla e il giovane Vukašin Jovanović dallo Zenit, cedendo in prestito Isaac Kiese Thelin all'Anderlecht e Pablo al Corinthians. Il Rennes, oltre a Kalulu, acquista il nazionale algerino Raïs M'Bolhi come secondo portiere, l'esperto centrocampista Morgan Amalfitano dal Lille e l'attaccante congolese Firmin Ndombe Mubele per sostituire i partenti Ntep e Kamil Grosicki.
Il Tolosa rimpatria Andy Delort, dopo una stagione al Tigres, e prende in prestito Jean dal Monaco. Il Nancy cede il giovane Clément Lenglet al Siviglia. Il Montpellier acquista in prestito Ikoné dal Paris SG, a titolo definitivo arrivano Keagan Dolly dal campionato sudafricano, Nordi Mukiele dallo Stade Laval, Lukáš Pokorný dallo Slovan Liberec e Isaac Mbenza dallo Standard Liegi. L'Angers prende in prestito Jonathan Bamba dall'ASSE, Kévin Bérigaud dal Montpellier e Issa Cissokho dal Genoa. Il Lilla cede Sankharé, Amalfitano e Obbadi, mentre acquista Farès Bahlouli dal Monaco, il giovane Nazionale olandese Anwar El Ghazi dall'Ajax, Ricardo Kishna in prestito dalla Lazio e Xeka in prestito dal Braga.
Il Nantes acquista Sérgio Oliveira dal Porto con formula di prestito e Préjuce Nakoulma a titolo definitivo dal Kayserispor. Il Bastia, dopo le cessioni di Thievy Bifouma all'Osmanlıspor e di Mathieu Peybernes al Lorient, fa suo Prince Oniangué (in prestito dal Wolves), Nicolas Saint-Ruf dal Montpellier e Alexis Thébaux dal Paris FC. Il Metz prende in prestito Cheick Diabaté dall'Osmanlıspor e Fallou Diagne dal Werder Brema. Il Lorient acquista Peybernes dal Bastia e Alhassan Wakaso dal Rio Ave.

### Avvenimenti

#### Girone di andata

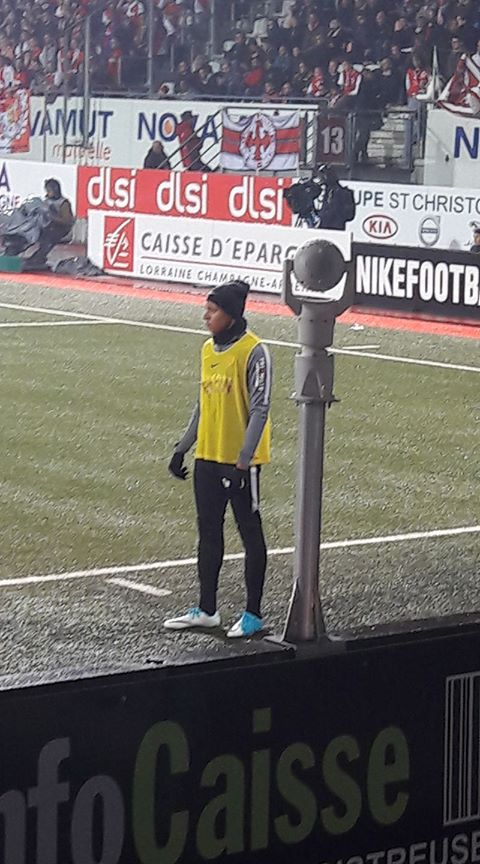
L'attaccante del Monaco Kylian Mbappé, eletto miglior giovane della Ligue 1.

I campioni in carica del PSG, dopo aver vinto le prime due partite, cadono alla terza giornata sul campo del Monaco. Alla quinta giornata i monegaschi si ritrovano al comando solitario della classifica, ma nel turno successivo escono nettamente sconfitti (4-0) dal confronto con il sorprendente Nizza di Favre che li rimpiazza al vertice della graduatoria. Le Aquile avviano una striscia di cinque vittorie consecutive, raggiungendo un vantaggio di quattro punti sulle inseguitrici PSG e Monaco alla tredicesima giornata. Uscito indenne dalla scontro diretto con i parigi al diciassettesimo turno, il Nizza conserva il primato fino al termine del girone di andata ed è Campione d'inverno con un turno di anticipo.
Nonostante la buona partenza in campionato da parte di Alexandre Lacazette, che realizza sei gol nelle prime tre giornate di campionato, il Lione non riesce a lottare per il vertice del campionato, inanellando una serie negativa di quattro sconfitte di fila. Il Monaco guidato da Jardim raggiunge la vetta della graduatoria alla quinta giornata, ma nel turno seguente perde il comando del campionato, conquistato dal Nizza di Mario Balotelli e Alassane Pléa. Nella prima parte di stagione il Nizza s'impone a sorpresa in campionato, resistendo al ritorno di Monaco e PSG, che nonostante la vena realizzativa di Cavani, miglior marcatore tra tutti i campionati europei, non riesce a ingranare. Soprattutto il Monaco: la squadra del Principato vanta una vena realizzativa in campionato maggiore di qualsiasi altra società dei maggiori cinque campionati, con un totale di 56 reti nelle prime 19 partite, di cui 11 del redivivo Radamel Falcao. Ad approfittarne del momento negativo del Paris SG è lo stesso Lione, che con 4 vittorie consecutive si classifica al quarto posto con cinque punti di svantaggio dai parigini, ma con una giornata un meno a seguito del lancio dei petardi da parte dei tifosi del Metz contro il portiere lionnese Anthony Lopes, che ha portato la sospensione della gara. Positivo è il cambio di allenatore da parte del nuovo Marsiglia di McCourt: infatti da quando è in panchina Rudi Garcia, i marsigliesi hanno ottenuto quattro vittorie di fila che gli hanno consentito di raggiungere il quinto piazzamento prima della sosta natalizia (a pari punti del Guingamp di Antoine Kombouaré).

#### Girone di ritorno

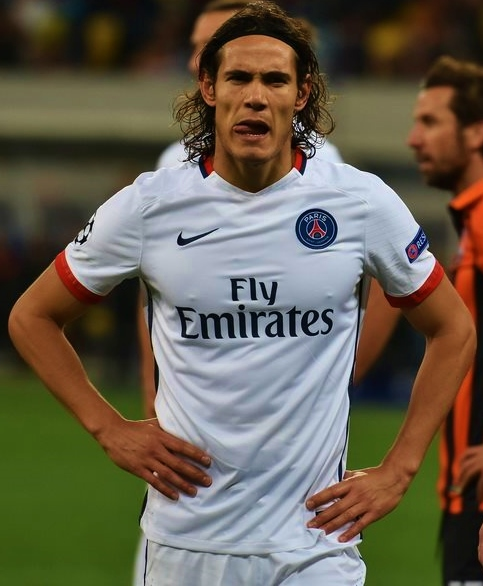
L'attaccante del PSG Edinson Cavani, eletto miglior giocatore della Ligue 1.

Il 17 maggio, con la vittoria nel recupero sul Saint-Étienne, il Monaco si laurea Campione di Francia e conquista il suo ottavo titolo nazionale dopo un girone di ritorno favoloso caratterizzato da imbattibilità, 12 vittorie consecutive, con un totale di 30 affermazioni, e soprattutto da 95 punti (record personale), 107 reti (media vicina alle tre reti a partita) e una differenza reti pari a 76. È la prima affermazione della squadra del Principato nel campionato a venti squadre, risalendo il suo ultimo successo alla stagione 1999-2000 in cui le partecipanti erano diciotto. Di fronte a questi numeri il Paris SG è costretto ad abdicare dopo quattro campionati vinti consecutivi, interrompendo la striscia record che vedeva i parigini vittoriosi in tutte le competizioni nazionali dalla stagione 2014-2015. Questo non toglie la stagione prolifica di Cavani, che chiude con 35 reti in campionato e il premio di miglior giocatore della Ligue 1. Il Nizza, che ha lungamente lottato contro Monaco e PSG per il titolo, chiude al terzo posto e si qualifica al terzo turno preliminare di Champions League, competizione da cui mancava da 57 anni. In quarta posizione si classifica il Lione, ammesso in Europa League, e con Lacazette che raggiunge all'ultima giornata la 100ª rete nella massima competizione francese. Al quinto posto si posiziona il Marsiglia di Rudy Garcia, che riesce ad avere la meglio sul Bordeaux, che chiude al sesto posto, valido per i preliminari di Europa League in caso l'Angers non dovesse vincere la coppa nazionale contro il Paris SG. Il Nantes di Conceição, che prima dell'arrivo del portoghese era nella zona rossa della classifica, riesce a raggiungere il settimo posto. A retrocedere in Ligue 2 sono il Nancy e il Bastia, mentre il Lorient, terz'ultima, va allo spareggio contro la terza classificata della serie cadetta.

## Squadre partecipanti
| Club                | Stagione | Città                | Stadio                                     | Stagione 2015-2016   |
| ------------------- | -------- | -------------------- | ------------------------------------------ | -------------------- |
| Angers              | dettagli | Angers               | Stade Jean Bouin                           | 9º posto in Ligue 1  |
| Bastia              | dettagli | Bastia               | Stade Armand Cesari (Furiani)              | 10º posto in Ligue 1 |
| Bordeaux            | dettagli | Bordeaux             | Stade Matmut-Atlantique                    | 11º posto in Ligue 1 |
| Caen                | dettagli | Caen                 | Stade Michel d'Ornano                      | 7º posto in Ligue 1  |
| Digione             | dettagli | Digione              | Stade Gaston-Gérard                        | 2º posto in Ligue 2  |
| Guingamp            | dettagli | Guingamp             | Stade de Roudourou                         | 16º posto in Ligue 1 |
| Lilla               | dettagli | Lilla                | Stade Pierre-Mauroy (Villeneuve d'Ascq)    | 5º posto in Ligue 1  |
| Lorient             | dettagli | Lorient              | Stade du Moustoir                          | 15º posto in Ligue 1 |
| Metz                | dettagli | Metz                 | Stade Saint-Symphorien                     | 3º posto in Ligue 2  |
| Monaco              | dettagli | Principato di Monaco | Stade Louis II (Fontvieille)               | 3º posto in Ligue 1  |
| Montpellier         | dettagli | Montpellier          | Stade de la Mosson                         | 12º posto in Ligue 1 |
| Nancy               | dettagli | Nancy                | Stade Marcel Picot (Tomblaine)             | Vincitore Ligue 2    |
| Nantes              | dettagli | Nantes               | Stade de la Beaujoire                      | 14º posto in Ligue 1 |
| Nizza               | dettagli | Nizza                | Allianz Riviera                            | 4º posto in Ligue 1  |
| Olympique Lione     | dettagli | Lione                | Parc Olympique Lyonnais (Décines-Charpieu) | 2º posto in Ligue 1  |
| Olympique Marsiglia | dettagli | Marsiglia            | Stade Vélodrome                            | 13º posto in Ligue 1 |
| Paris Saint-Germain | dettagli | Parigi               | Parc des Princes                           | Campione di Francia  |
| Rennes              | dettagli | Rennes               | Roazhon Park                               | 8º posto in Ligue 1  |
| Saint-Étienne       | dettagli | Saint-Étienne        | Stade Geoffroy-Guichard                    | 6º posto in Ligue 1  |
| Tolosa              | dettagli | Tolosa               | Stadium Municipal                          | 17º posto in Ligue 1 |

## Allenatori e primatisti
Sono sei le squadre che hanno cambiato allenatore rispetto alla stagione precedente. Il Paris Saint-Germain interrompe il rapporto con Laurent Blanc, sostituito con lo spagnolo Unai Emery. Dopo quattro stagioni Claude Puel lascia la panchina del Nizza che lo rimpiazza con lo svizzero Lucien Favre. Il Bordeaux ingaggia Jocelyn Gourvennec che abbandona dopo sei stagioni il Guingamp. I bretoni lo sostituiscono con Antoine Kombouaré, proveniente dal Lens. Dopo l'esperienza da commissario tecnico dell'Algeria, Christian Gourcuff torna sulla panchina del Rennes, squadra che aveva già allenato nella stagione 2001-2002. René Girard è il nuovo allenatore del Nantes, dove prende il posto di Michel Der Zakarian che è sceso in Ligue 2 con lo Stade Reims. A stagione in corso vengono esonerati l'allenatore ad interim Franck Passi a favore dell'ex romanista Rudi Garcia a seguito del passaggio della società marsigliese a McCourt, e Sylvain Ripoll per via di un inizio stagione negativo che vide il Lorient all'ultimo posto. Nel frattempo al suo posto viene scelto il vice Franck Haise. Sostituito Girard al Nantes con Sérgio Conceição. Il Lilla trova un accordo con Marcelo Bielsa in vista della prossima stagione, intanto la panchina è data al secondo dell'argentino ai tempi del Marsiglia, ovvero Franck Passi.
| Squadra             | Allenatore                                                        | Calciatore più presente                        | Cannoniere               |
| ------------------- | ----------------------------------------------------------------- | ---------------------------------------------- | ------------------------ |
| Angers              | Stéphane Moulin                                                   | Baptiste Santamaria (39)                       | Famara Diedhiou (8)      |
| Bastia              | François Ciccolini (1ª-27ª) Rui Almeida                           | Jean-Louis Leca Allan Saint-Maximin (31)       | Enzo Crivelli (10)       |
| Bordeaux            | Jocelyn Gourvennec                                                | Jaroslav Plašil Younousse Sankharé Malcom (37) | Diego Rolán (9)          |
| Caen                | Patrice Garande                                                   | Vincent Bessat Ronny Rodelin (37)              | Ivan Santini (15)        |
| Digione             | Olivier Dall'Oglio                                                | Baptiste Reynet (37)                           | Loïs Diony (11)          |
| Guingamp            | Antoine Kombouaré                                                 | Lucas Déaux (38)                               | Jimmy Briand (12)        |
| Lilla               | Frédéric Antonetti (1ª-13ª) Patrick Collot (14ª-25ª) Franck Passi | Sébastien Corchia (38)                         | Nicolas de Préville (14) |
| Lorient             | Sylvain Ripoll (1ª-10ª) Franck Haise (11ª-12ª) Bernard Casoni     | Vincent Le Goff (38)                           | Benjamin Moukandjo (13)  |
| Metz                | Philippe Hinschberger                                             | Simon Falette (35)                             | Cheick Diabaté (8)       |
| Monaco              | Leonardo Jardim                                                   | Fábinho Bernardo Silva (37)                    | Radamel Falcao (21)      |
| Montpellier         | Frédéric Hantz(1ª-22ª) Jean-Louis Gasset                          | Ellyes Skhiri (37)                             | Steve Mounié (14)        |
| Nancy               | Pablo Correa                                                      | Issiar Dia (31)                                | Issiar Dia (8)           |
| Nantes              | René Girard (1ª-15ª) Philippe Mao (16ª) Sérgio Conceição          | Guillaume Gillet Lucas Lima (37)               | Emiliano Sala (12)       |
| Nizza               | Lucien Favre                                                      | Yoan Cardinale (36)                            | Mario Balotelli (15)     |
| Olympique Lione     | Bruno Génésio                                                     | Anthony Lopes (36)                             | Alexandre Lacazette (28) |
| Olympique Marsiglia | Franck Passi (1ª-9ª) Rudi Garcia                                  | Yohann Pelé Florian Thauvin (38)               | Bafétimbi Gomis (20)     |
| Paris Saint-Germain | Unai Emery                                                        | Lucas Moura (37)                               | Edinson Cavani (35)      |
| Rennes              | Christian Gourcuff                                                | Benoît Costil (38)                             | Giovanni Sio (9)         |
| Saint-Étienne       | Christophe Galtier                                                | Jordan Veretout (35)                           | Romain Hamouma (7)       |
| Tolosa              | Pascal Dupraz                                                     | Alban Lafont (36)                              | Martin Braithwaite (11)  |

## Classifica finale
|        | Pos. | Squadra             | Pt | G  | V  | N  | P  | GF  | GS | DR  |
| ------ | ---- | ------------------- | -- | -- | -- | -- | -- | --- | -- | --- |
|        | 1.   | Monaco              | 95 | 38 | 30 | 5  | 3  | 107 | 31 | +76 |
|        | 2.   | Paris Saint-Germain | 87 | 38 | 27 | 6  | 5  | 83  | 27 | +56 |
|        | 3.   | Nizza               | 78 | 38 | 22 | 12 | 4  | 63  | 36 | +27 |
|        | 4.   | Olympique Lione     | 67 | 38 | 21 | 4  | 13 | 77  | 48 | +29 |
| [ 76 ] | 5.   | Olympique Marsiglia | 62 | 38 | 17 | 11 | 10 | 57  | 41 | +16 |
| [ 77 ] | 6.   | Bordeaux            | 59 | 38 | 15 | 14 | 9  | 53  | 43 | +10 |
|        | 7.   | Nantes              | 51 | 38 | 14 | 9  | 15 | 40  | 54 | -14 |
|        | 8.   | Saint-Étienne       | 50 | 38 | 12 | 14 | 12 | 41  | 42 | -1  |
|        | 9.   | Rennes              | 50 | 38 | 12 | 14 | 12 | 36  | 42 | -6  |
|        | 10.  | Guingamp            | 50 | 38 | 14 | 8  | 16 | 46  | 53 | -7  |
|        | 11.  | Lilla               | 46 | 38 | 13 | 7  | 18 | 40  | 47 | -7  |
|        | 12.  | Angers              | 46 | 38 | 13 | 7  | 18 | 40  | 49 | -9  |
|        | 13.  | Tolosa              | 44 | 38 | 10 | 14 | 14 | 37  | 41 | -4  |
|        | 14.  | Metz                | 43 | 38 | 11 | 10 | 17 | 39  | 72 | -33 |
|        | 15.  | Montpellier         | 39 | 38 | 10 | 9  | 19 | 48  | 66 | -18 |
|        | 16.  | Digione             | 37 | 38 | 8  | 13 | 17 | 46  | 58 | -12 |
|        | 17.  | Caen                | 37 | 38 | 10 | 7  | 21 | 36  | 65 | -29 |
|        | 18.  | Lorient             | 36 | 38 | 10 | 6  | 22 | 44  | 70 | -26 |
|        | 19.  | Nancy               | 35 | 38 | 9  | 8  | 21 | 29  | 52 | -23 |
|        | 20.  | Bastia              | 34 | 38 | 8  | 10 | 20 | 29  | 54 | -25 |

Legenda:

      Campione di Francia e ammessa alla fase a gironi della UEFA Champions League 2017-2018

      Ammessa alla fase a gironi della UEFA Champions League 2017-2018

      Ammessa al terzo turno di qualificazione (percorso piazzate) della UEFA Champions League 2017-2018

      Ammessa alla fase a gironi della UEFA Europa League 2017-2018

      Ammesse al terzo turno di qualificazione della UEFA Europa League 2017-2018

      Ammessa allo spareggio promozione contro la terza classificata della Ligue 2 2016-2017

      Retrocesse in Ligue 2 2017-2018

Note:

Tre punti a vittoria, uno a pareggio, zero a sconfitta.
In caso di arrivo di due o più squadre a pari punti, la graduatoria verrà stilata secondo la classifica avulsa tra le squadre interessate che prevede, in ordine, i seguenti criteri:
* Migliore differenza reti generale
* Maggior numero di reti realizzate in generale
* Migliore differenza reti negli scontri diretti
* Miglior piazzamento nel Classement du fair-play (un punto per calciatore ammonito; tre punti per calciatore espulso).

### Squadra campione
| Formazione tipo | Giocatori (presenze)  |
| --- | --------------------- |
| Subašić Sidibé Jemerson Glik Mendy Bakayoko Fabinho Lemar Silva Falcao Mbappé | Danijel Subašić (36)  |
| Subašić Sidibé Jemerson Glik Mendy Bakayoko Fabinho Lemar Silva Falcao Mbappé | Djibril Sidibé (29)   |
| Subašić Sidibé Jemerson Glik Mendy Bakayoko Fabinho Lemar Silva Falcao Mbappé | Jemerson (34)         |
| Subašić Sidibé Jemerson Glik Mendy Bakayoko Fabinho Lemar Silva Falcao Mbappé | Kamil Glik (36)       |
| Subašić Sidibé Jemerson Glik Mendy Bakayoko Fabinho Lemar Silva Falcao Mbappé | Benjamin Mendy (25)   |
| Subašić Sidibé Jemerson Glik Mendy Bakayoko Fabinho Lemar Silva Falcao Mbappé | Tiémoué Bakayoko (32) |
| Subašić Sidibé Jemerson Glik Mendy Bakayoko Fabinho Lemar Silva Falcao Mbappé | Fabinho (37)          |
| Subašić Sidibé Jemerson Glik Mendy Bakayoko Fabinho Lemar Silva Falcao Mbappé | Bernardo Silva (37)   |
| Subašić Sidibé Jemerson Glik Mendy Bakayoko Fabinho Lemar Silva Falcao Mbappé | Thomas Lemar (34)     |
| Subašić Sidibé Jemerson Glik Mendy Bakayoko Fabinho Lemar Silva Falcao Mbappé | Radamel Falcao (29)   |
| Subašić Sidibé Jemerson Glik Mendy Bakayoko Fabinho Lemar Silva Falcao Mbappé | Kylian Mbappé (29)    |
| Altri giocatori: Valère Germain (36), João Moutinho (31), Guido Carrillo (19), Nabil Dirar (18), Almamy Touré (15), Andrea Raggi (14), Gabriel Boschilia (11), Abdou Diallo (5), Kevin N'Doram (5), Adama Traoré (5), Irvin Cardona (3), Ivan Cavaleiro (2), Corentin Jean (2), Jorge (2), Loïc Badiashile (1), Morgan De Sanctis (1), Seydou Sy (1), Marcel Tisserand (1). |                       |

## Risultati

### Tabellone
|               | Ang  | Bas  | Bor  | Cae  | Dig  | Gui  | Lil  | Lor  | Met  | Mon  | Mot  | Nan  | Nat  | Niz  | OLi  | OMa  | PSG  | Ren  | SÉt  | Tol  |
| ------------- | ---- | ---- | ---- | ---- | ---- | ---- | ---- | ---- | ---- | ---- | ---- | ---- | ---- | ---- | ---- | ---- | ---- | ---- | ---- | ---- |
| Angers        | –––– | 3-0  | 1-1  | 2-1  | 3-1  | 3-0  | 1-0  | 2-2  | 2-1  | 0-1  | 2-0  | 1-0  | 0-2  | 0-1  | 1-2  | 1-1  | 0-2  | 0-0  | 1-2  | 0-0  |
| Bastia        | 1-2  | –––– | 1-1  | 1-1  | 0-0  | 1-0  | 0-1  | 2-0  | 2-0  | 1-1  | 1-1  | 0-0  | 2-2  | 1-1  | 0-3  | 1-2  | 0-1  | 1-0  | 0-0  | 2-1  |
| Bordeaux      | 0-1  | 2-0  | –––– | 0-0  | 3-2  | 3-0  | 0-1  | 2-1  | 3-0  | 0-4  | 5-1  | 1-1  | 1-0  | 0-0  | 1-1  | 1-1  | 0-3  | 1-1  | 3-2  | 1-0  |
| Caen          | 2-3  | 2-0  | 0-4  | –––– | 3-3  | 1-1  | 0-1  | 3-2  | 3-0  | 0-3  | 0-2  | 1-0  | 0-2  | 1-0  | 3-2  | 1-5  | 0-6  | 0-1  | 0-2  | 1-0  |
| Digione       | 3-2  | 1-2  | 0-0  | 2-0  | –––– | 3-3  | 0-0  | 1-0  | 0-0  | 1-1  | 3-3  | 2-0  | 0-1  | 0-1  | 4-2  | 1-2  | 1-3  | 3-0  | 0-1  | 2-0  |
| Guingamp      | 1-0  | 5-0  | 1-1  | 0-1  | 4-0  | –––– | 1-0  | 1-0  | 1-0  | 1-2  | 1-1  | 1-0  | 2-0  | 0-1  | 2-1  | 2-1  | 2-1  | 1-1  | 0-2  | 2-1  |
| Lilla         | 1-2  | 2-1  | 2-3  | 4-2  | 1-0  | 3-0  | –––– | 0-1  | 0-2  | 1-4  | 2-1  | 1-0  | 3-0  | 1-2  | 0-1  | 0-0  | 0-1  | 1-1  | 1-1  | 1-2  |
| Lorient       | 1-1  | 0-3  | 1-1  | 1-0  | 2-3  | 3-1  | 1-0  | –––– | 5-1  | 0-3  | 2-2  | 0-2  | 1-2  | 0-1  | 1-0  | 1-4  | 1-2  | 2-1  | 2-1  | 1-1  |
| Metz          | 2-0  | 1-0  | 0-3  | 2-2  | 2-1  | 2-2  | 3-2  | 3-3  | –––– | 0-7  | 2-0  | 1-1  | 2-1  | 2-4  | 0-3  | 1-0  | 2-3  | 1-1  | 0-0  | 1-1  |
| Monaco        | 2-1  | 5-0  | 2-1  | 2-1  | 2-1  | 2-2  | 4-0  | 4-0  | 5-0  | –––– | 6-2  | 6-0  | 4-0  | 3-0  | 1-3  | 4-0  | 3-1  | 3-0  | 2-0  | 3-1  |
| Montpellier   | 1-0  | 2-1  | 4-0  | 3-2  | 1-1  | 1-1  | 0-3  | 2-0  | 0-1  | 1-2  | –––– | 0-0  | 2-3  | 1-1  | 1-3  | 3-1  | 3-0  | 1-1  | 2-1  | 0-1  |
| Nancy         | 2-0  | 1-0  | 0-2  | 2-0  | 1-0  | 0-2  | 1-2  | 2-3  | 4-0  | 0-3  | 0-3  | –––– | 1-1  | 0-1  | 0-3  | 0-0  | 1-2  | 3-0  | 3-1  | 0-0  |
| Nantes        | 2-1  | 1-0  | 0-1  | 1-0  | 3-1  | 4-1  | 0-0  | 1-0  | 0-3  | 0-1  | 1-0  | 0-2  | –––– | 1-1  | 0-6  | 3-2  | 0-2  | 1-2  | 0-0  | 1-1  |
| Nizza         | 0-2  | 2-1  | 2-1  | 2-2  | 2-1  | 3-1  | 1-1  | 2-1  | 0-0  | 4-0  | 2-1  | 3-1  | 4-1  | –––– | 2-0  | 3-2  | 3-1  | 1-0  | 1-0  | 3-0  |
| O. Lione      | 2-0  | 2-1  | 1-3  | 2-0  | 4-2  | 1-3  | 1-2  | 1-4  | 5-0  | 1-2  | 5-1  | 4-0  | 3-2  | 3-3  | –––– | 3-1  | 1-2  | 1-0  | 2-0  | 4-0  |
| O. Marsiglia  | 3-0  | 1-0  | 0-0  | 1-0  | 1-1  | 2-0  | 2-0  | 2-0  | 1-0  | 1-4  | 5-1  | 3-0  | 2-1  | 2-1  | 0-0  | –––– | 1-5  | 2-0  | 4-0  | 0-0  |
| PSG           | 2-0  | 5-0  | 2-0  | 1-1  | 3-0  | 4-0  | 2-1  | 5-0  | 3-0  | 1-1  | 2-0  | 1-0  | 2-0  | 2-2  | 2-1  | 0-0  | –––– | 4-0  | 1-1  | 0-0  |
| Rennes        | 1-1  | 1-2  | 1-1  | 2-0  | 1-1  | 1-0  | 2-0  | 1-0  | 1-0  | 2-3  | 1-0  | 2-0  | 1-1  | 2-2  | 1-1  | 3-2  | 0-1  | –––– | 2-0  | 1-0  |
| Saint-Étienne | 2-1  | 1-0  | 2-2  | 0-1  | 1-1  | 1-0  | 3-1  | 4-0  | 2-2  | 1-1  | 3-1  | 0-0  | 1-1  | 0-1  | 2-0  | 0-0  | 0-5  | 1-1  | –––– | 0-0  |
| Tolosa        | 4-0  | 4-1  | 4-1  | 0-1  | 0-0  | 2-1  | 1-1  | 3-2  | 1-2  | 3-1  | 1-0  | 1-1  | 0-1  | 1-1  | 1-2  | 0-0  | 2-0  | 0-0  | 0-3  | –––– |

### Calendario

#### Girone di andata
| 1ª giornata |                        |     |
|             |                        |     |
| 12 ago.     | Bastia-PSG             | 0-1 |
| 13 ago.     | Bordeaux-Saint-Étienne | 3-2 |
| 13 ago.     | Caen-Lorient           | 3-2 |
| 13 ago.     | Digione-Nantes         | 0-1 |
| 13 ago.     | Metz-Lilla             | 3-2 |
| 12 ago.     | Monaco-Guingamp        | 2-2 |
| 13 ago.     | Montpellier-Angers     | 1-0 |
| 14 ago.     | Nancy-O. Lione         | 0-3 |
| 14 ago.     | Nizza-Rennes           | 1-0 |
| 14 ago.     | O. Marsiglia-Tolosa    | 0-0 |

| 2ª giornata |                           |     |
|             |                           |     |
| 20 ago.     | Angers-Nizza              | 0-1 |
| 21 ago.     | Guingamp-O. Marsiglia     | 2-1 |
| 20 ago.     | Lilla-Digione             | 1-0 |
| 20 ago.     | Lorient-Bastia            | 0-3 |
| 20 ago.     | Nantes-Monaco             | 0-1 |
| 19 ago.     | O. Lione-Caen             | 2-0 |
| 21 ago.     | PSG-Metz                  | 3-0 |
| 20 ago.     | Rennes-Nancy              | 2-0 |
| 21 ago.     | Saint-Étienne-Montpellier | 3-1 |
| 20 ago.     | Tolosa-Bordeaux           | 4-1 |

| 3ª giornata |                      |     |
|             |                      |     |
| 28 ago.     | Bordeaux-Nantes      | 1-0 |
| 27 ago.     | Caen-Bastia          | 2-0 |
| 27 ago.     | Digione-O. Lione     | 4-2 |
| 27 ago.     | Metz-Angers          | 2-0 |
| 28 ago.     | Monaco-PSG           | 3-1 |
| 27 ago.     | Montpellier-Rennes   | 1-1 |
| 27 ago.     | Nancy-Guingamp       | 0-2 |
| 27 ago.     | Nizza-Lilla          | 1-1 |
| 26 ago.     | O. Marsiglia-Lorient | 2-0 |
| 28 ago.     | Saint-Étienne-Tolosa | 0-0 |

| 4ª giornata |                      |     |
|             |                      |     |
| 10 set.     | Angers-Digione       | 3-1 |
| 10 set.     | Bastia-Tolosa        | 2-1 |
| 10 set.     | Guingamp-Montpellier | 1-1 |
| 10 set.     | Lilla-Monaco         | 1-4 |
| 10 set.     | Lorient-Nancy        | 0-2 |
| 11 set.     | Nantes-Metz          | 0-3 |
| 11 set.     | Nizza-O. Marsiglia   | 3-2 |
| 10 set.     | O. Lione-Bordeaux    | 1-3 |
| 9 set.      | PSG-Saint-Étienne    | 1-1 |
| 11 set.     | Rennes-Caen          | 2-0 |

| 5ª giornata |                       |     |
|             |                       |     |
| 17 set.     | Bordeaux-Angers       | 0-1 |
| 16 set.     | Caen-PSG              | 0-6 |
| 17 set.     | Digione-Metz          | 0-0 |
| 17 set.     | Lorient-Lilla         | 1-0 |
| 17 set.     | Monaco-Rennes         | 3-0 |
| 18 set.     | Montpellier-Nizza     | 1-1 |
| 17 set.     | Nancy-Nantes          | 1-1 |
| 18 set.     | O. Marsiglia-O. Lione | 0-0 |
| 18 set.     | Saint-Étienne-Bastia  | 1-0 |
| 17 set.     | Tolosa-Guingamp       | 2-1 |

| 6ª giornata |                      |     |
|             |                      |     |
| 21 set.     | Angers-Caen          | 2-1 |
| 21 set.     | Bastia-Nancy         | 0-0 |
| 21 set.     | Guingamp-Lorient     | 1-0 |
| 20 set.     | Lilla-Tolosa         | 1-2 |
| 21 set.     | Metz-Bordeaux        | 0-3 |
| 21 set.     | Nantes-Saint-Étienne | 0-0 |
| 21 set.     | Nizza-Monaco         | 4-0 |
| 21 set.     | O. Lione-Montpellier | 5-1 |
| 20 set.     | PSG-Digione          | 3-0 |
| 21 set.     | Rennes-O. Marsiglia  | 3-2 |

| 7ª giornata |                     |     |
|             |                     |     |
| 24 set.     | Bastia-Guingamp     | 1-0 |
| 24 set.     | Bordeaux-Caen       | 0-0 |
| 24 set.     | Digione-Rennes      | 3-0 |
| 24 set.     | Lorient-O. Lione    | 1-0 |
| 24 set.     | Monaco-Angers       | 2-1 |
| 24 set.     | Montpellier-Metz    | 0-1 |
| 25 set.     | Nancy-Nizza         | 0-1 |
| 25 set.     | O. Marsiglia-Nantes | 2-1 |
| 25 set.     | Saint-Étienne-Lilla | 3-1 |
| 23 set.     | Tolosa-PSG          | 2-0 |

| 8ª giornata |                        |     |
|             |                        |     |
| 2 ott.      | Angers-O. Marsiglia    | 1-1 |
| 1° ott.     | Caen-Tolosa            | 1-0 |
| 1° ott.     | Digione-Montpellier    | 3-3 |
| 1° ott.     | Lilla-Nancy            | 1-0 |
| 1° ott.     | Metz-Monaco            | 0-7 |
| 1° ott.     | Nantes-Bastia          | 1-0 |
| 2 ott.      | Nizza-Lorient          | 2-1 |
| 2 ott.      | O. Lione-Saint-Étienne | 2-0 |
| 1° ott.     | PSG-Bordeaux           | 2-0 |
| 30 set.     | Rennes-Guingamp        | 1-0 |

| 9ª giornata |                       |     |
|             |                       |     |
| 15 ott.     | Bastia-Angers         | 1-2 |
| 15 ott.     | Guingamp-Lilla        | 1-0 |
| 15 ott.     | Lorient-Nantes        | 1-2 |
| 15 ott.     | Montpellier-Caen      | 3-2 |
| 15 ott.     | Nancy-PSG             | 1-2 |
| 14 ott.     | Nizza-O. Lione        | 2-0 |
| 16 ott.     | O. Marsiglia-Metz     | 1-0 |
| 16 ott.     | Rennes-Bordeaux       | 1-1 |
| 16 ott.     | Saint-Étienne-Digione | 1-1 |
| 14 ott.     | Tolosa-Monaco         | 3-1 |

| 10ª giornata |                    |     |
|              |                    |     |
| 22 ott.      | Angers-Tolosa      | 0-0 |
| 22 ott.      | Bordeaux-Nancy     | 1-1 |
| 23 ott.      | Caen-Saint-Étienne | 0-2 |
| 22 ott.      | Digione-Lorient    | 1-0 |
| 22 ott.      | Lilla-Bastia       | 2-1 |
| 23 ott.      | Metz-Nizza         | 2-4 |
| 21 ott.      | Monaco-Montpellier | 6-2 |
| 22 ott.      | Nantes-Rennes      | 1-2 |
| 22 ott.      | O. Lione-Guingamp  | 1-3 |
| 23 ott.      | PSG-O. Marsiglia   | 0-0 |

| 11ª giornata |                       |     |
|              |                       |     |
| 29 ott.      | Bastia-Digione        | 0-0 |
| 29 ott.      | Guingamp-Angers       | 1-0 |
| 28 ott.      | Lilla-PSG             | 0-1 |
| 29 ott.      | Lorient-Montpellier   | 2-2 |
| 29 ott.      | Nancy-Caen            | 2-0 |
| 30 ott.      | Nizza-Nantes          | 4-1 |
| 30 ott.      | O. Marsiglia-Bordeaux | 0-0 |
| 30 ott.      | Rennes-Metz           | 1-0 |
| 29 ott.      | Saint-Étienne-Monaco  | 1-1 |
| 29 ott.      | Tolosa-O. Lione       | 1-2 |

| 12ª giornata |                          |     |
|              |                          |     |
| 5 nov.       | Angers-Lilla             | 1-0 |
| 5 nov.       | Bordeaux-Lorient         | 2-1 |
| 6 nov.       | Caen-Nizza               | 1-0 |
| 5 nov.       | Digione-Guingamp         | 3-3 |
| 6 nov.       | Metz-Saint-Étienne       | 0-0 |
| 5 nov.       | Monaco-Nancy             | 6-0 |
| 4 nov.       | Montpellier-O. Marsiglia | 3-1 |
| 5 nov.       | Nantes-Tolosa            | 1-1 |
| 5 nov.       | O. Lione-Bastia          | 2-1 |
| 6 nov.       | PSG-Rennes               | 4-0 |

| 13ª giornata |                     |     |
|              |                     |     |
| 19 nov.      | Bastia-Montpellier  | 1-1 |
| 20 nov.      | Guingamp-Bordeaux   | 1-1 |
| 18 nov.      | Lilla-O. Lione      | 0-1 |
| 18 nov.      | Lorient-Monaco      | 0-3 |
| 19 nov.      | Nancy-Digione       | 1-0 |
| 20 nov.      | O. Marsiglia-Caen   | 1-0 |
| 19 nov.      | PSG-Nantes          | 2-0 |
| 19 nov.      | Rennes-Angers       | 1-1 |
| 20 nov.      | Saint-Étienne-Nizza | 0-1 |
| 19 nov.      | Tolosa-Metz         | 1-2 |

| 14ª giornata |                      |     |
|              |                      |     |
| 27 nov.      | Angers-Saint-Étienne | 1-2 |
| 26 nov.      | Bordeaux-Digione     | 3-2 |
| 26 nov.      | Caen-Guingamp        | 1-1 |
| 26 nov.      | Metz-Lorient         | 3-3 |
| 26 nov.      | Monaco-O. Marsiglia  | 4-0 |
| 26 nov.      | Montpellier-Nancy    | 0-0 |
| 26 nov.      | Nantes-Lilla         | 0-0 |
| 27 nov.      | Nizza-Bastia         | 1-1 |
| 27 nov.      | O. Lione-PSG         | 1-2 |
| 25 nov.      | Rennes-Tolosa        | 1-0 |

| 15ª giornata |                            |     |
|              |                            |     |
| 30 nov.      | Bastia-Bordeaux            | 1-1 |
| 29 nov.      | Digione-Monaco             | 1-1 |
| 30 nov.      | Guingamp-Nizza             | 0-1 |
| 29 nov.      | Lilla-Caen                 | 4-2 |
| 29 nov.      | Lorient-Rennes             | 2-1 |
| 30 nov.      | Nancy-Metz                 | 4-0 |
| 30 nov.      | Nantes-O. Lione            | 0-6 |
| 30 nov.      | PSG-Angers                 | 2-0 |
| 30 nov.      | Saint-Étienne-O. Marsiglia | 0-0 |
| 30 nov.      | Tolosa-Montpellier         | 1-0 |

| 16ª giornata |                      |     |
|              |                      |     |
| 3 dic.       | Angers-Lorient       | 2-2 |
| 3 dic.       | Bordeaux-Lilla       | 0-1 |
| 2 dic.       | Caen-Digione         | 3-3 |
| 3 dic.       | Guingamp-Nantes      | 2-0 |
| 5 apr.       | Metz-O. Lione        | 0-3 |
| 3 dic.       | Monaco-Bastia        | 5-0 |
| 3 dic.       | Montpellier-PSG      | 3-0 |
| 4 dic.       | Nizza-Tolosa         | 3-0 |
| 4 dic.       | O. Marsiglia-Nancy   | 3-0 |
| 4 dic.       | Rennes-Saint-Étienne | 2-0 |

| 17ª giornata |                        |     |
|              |                        |     |
| 10 dic.      | Bastia-Metz            | 2-0 |
| 10 dic.      | Bordeaux-Monaco        | 0-4 |
| 10 dic.      | Digione-O. Marsiglia   | 1-2 |
| 10 dic.      | Lilla-Montpellier      | 2-1 |
| 10 dic.      | Nancy-Angers           | 2-0 |
| 18 gen.      | Nantes-Caen            | 2-0 |
| 11 dic.      | O. Lione-Rennes        | 1-0 |
| 11 dic.      | PSG-Nizza              | 2-2 |
| 11 dic.      | Saint-Étienne-Guingamp | 1-0 |
| 10 dic.      | Tolosa-Lorient         | 3-2 |

| 18ª giornata |                       |     |
|              |                       |     |
| 16 dic.      | Angers-Nantes         | 0-2 |
| 18 dic.      | Caen-Metz             | 3-0 |
| 17 dic.      | Guingamp-PSG          | 2-1 |
| 17 dic.      | Lorient-Saint-Étienne | 2-1 |
| 18 dic.      | Monaco-O. Lione       | 1-3 |
| 17 dic.      | Montpellier-Bordeaux  | 4-0 |
| 18 dic.      | Nizza-Digione         | 2-1 |
| 18 dic.      | O. Marsiglia-Lilla    | 2-0 |
| 17 dic.      | Rennes-Bastia         | 1-2 |
| 17 dic.      | Tolosa-Nancy          | 1-1 |

| \| 19ª giornata \| \| \| \| \| \| \| \| 21 dic. \| Bastia-O. Marsiglia \| 1-2 \| \| 21 dic. \| Bordeaux-Nizza \| 0-0 \| \| 21 dic. \| Digione-Tolosa \| 2-0 \| \| 21 dic. \| Lilla-Rennes \| 1-1 \| \| 21 dic. \| Monaco-Caen \| 2-1 \| \| 21 dic. \| Metz-Guingamp \| 2-2 \| \| 21 dic. \| Nantes-Montpellier \| 1-0 \| \| 21 dic. \| O. Lione-Angers \| 2-0 \| \| 21 dic. \| PSG-Lorient \| 5-0 \| \| 21 dic. \| Saint-Étienne-Nancy \| 0-0 \| |                     |     |
| 19ª giornata |                     |     |
| |                     |     |
| 21 dic. | Bastia-O. Marsiglia | 1-2 |
| 21 dic. | Bordeaux-Nizza      | 0-0 |
| 21 dic. | Digione-Tolosa      | 2-0 |
| 21 dic. | Lilla-Rennes        | 1-1 |
| 21 dic. | Monaco-Caen         | 2-1 |
| 21 dic. | Metz-Guingamp       | 2-2 |
| 21 dic. | Nantes-Montpellier  | 1-0 |
| 21 dic. | O. Lione-Angers     | 2-0 |
| 21 dic. | PSG-Lorient         | 5-0 |
| 21 dic. | Saint-Étienne-Nancy | 0-0 |

#### Girone di ritorno
| 20ª giornata |                     |     |
|              |                     |     |
| 14 gen.      | Angers-Bordeaux     | 1-1 |
| 15 gen.      | Caen-O. Lione       | 3-2 |
| 13 gen.      | Lilla-Saint-Étienne | 1-1 |
| 14 gen.      | Lorient-Guingamp    | 3-1 |
| 14 gen.      | Montpellier-Digione | 1-1 |
| 14 gen.      | Nancy-Bastia        | 1-0 |
| 15 gen.      | Nizza-Metz          | 0-0 |
| 15 gen.      | O. Marsiglia-Monaco | 1-4 |
| 14 gen.      | Rennes-PSG          | 0-1 |
| 14 gen.      | Tolosa-Nantes       | 0-1 |

| 21ª giornata |                       |     |
|              |                       |     |
| 20 gen.      | Bastia-Nizza          | 1-1 |
| 21 gen.      | Bordeaux-Tolosa       | 1-0 |
| 21 feb.      | Caen-Nancy            | 1-0 |
| 21 gen.      | Digione-Lilla         | 0-0 |
| 21 gen.      | Guingamp-Rennes       | 1-1 |
| 21 gen.      | Metz-Montpellier      | 2-0 |
| 22 gen.      | Monaco-Lorient        | 4-0 |
| 21 gen.      | Nantes-PSG            | 0-2 |
| 22 gen.      | O. Lione-O. Marsiglia | 3-1 |
| 22 gen.      | Saint-Étienne-Angers  | 2-1 |

| 22ª giornata |                          |     |
|              |                          |     |
| 28 gen.      | Angers-Metz              | 2-1 |
| 28 gen.      | Bastia-Caen              | 1-1 |
| 28 gen.      | Lorient-Digione          | 2-3 |
| 28 gen.      | Nancy-Bordeaux           | 0-2 |
| 29 gen.      | Nizza-Guingamp           | 3-1 |
| 28 gen.      | O. Lione-Lilla           | 1-2 |
| 27 gen.      | O. Marsiglia-Montpellier | 5-1 |
| 29 gen.      | PSG-Monaco               | 1-1 |
| 28 gen.      | Rennes-Nantes            | 1-1 |
| 29 gen.      | Tolosa-Saint-Étienne     | 0-3 |

| 23ª giornata |                        |     |
|              |                        |     |
| 4 feb.       | Bordeaux-Rennes        | 1-1 |
| 4 feb.       | Digione-PSG            | 1-3 |
| 4 feb.       | Guingamp-Caen          | 0-1 |
| 4 feb.       | Lilla-Lorient          | 0-1 |
| 3 feb.       | Metz-O. Marsiglia      | 1-0 |
| 4 feb.       | Monaco-Nizza           | 3-0 |
| 4 feb.       | Montpellier-Bastia     | 2-1 |
| 5 feb.       | Nantes-Nancy           | 0-2 |
| 5 feb.       | Saint-Étienne-O. Lione | 2-0 |
| 5 feb.       | Tolosa-Angers          | 4-0 |

| 24ª giornata |                       |     |
|              |                       |     |
| 8 feb.       | Angers-Rennes         | 0-0 |
| 1° mar.      | Bastia-Nantes         | 2-2 |
| 7 feb.       | Caen-Bordeaux         | 0-4 |
| 8 feb.       | Lorient-Tolosa        | 1-1 |
| 8 feb.       | Metz-Digione          | 2-1 |
| 7 feb.       | Montpellier-Monaco    | 1-2 |
| 8 feb.       | Nizza-Saint-Étienne   | 1-0 |
| 8 feb.       | O. Lione-Nancy        | 4-0 |
| 8 feb.       | O. Marsiglia-Guingamp | 2-0 |
| 7 feb.       | PSG-Lilla             | 2-1 |

| 25ª giornata |                       |     |
|              |                       |     |
| 10 feb.      | Bordeaux-PSG          | 0-3 |
| 11 feb.      | Digione-Caen          | 2-0 |
| 11 feb.      | Guingamp-O. Lione     | 2-1 |
| 11 feb.      | Lilla-Angers          | 1-2 |
| 11 feb.      | Monaco-Metz           | 5-0 |
| 11 feb.      | Nancy-Montpellier     | 0-3 |
| 12 feb.      | Nantes-O. Marsiglia   | 3-2 |
| 12 feb.      | Rennes-Nizza          | 2-2 |
| 12 feb.      | Saint-Étienne-Lorient | 4-0 |
| 10 feb.      | Tolosa-Bastia         | 4-1 |

| 26ª giornata |                           |     |
|              |                           |     |
| 18 feb.      | Angers-Nancy              | 1-0 |
| 17 feb.      | Bastia-Monaco             | 1-1 |
| 19 feb.      | Bordeaux-Guingamp         | 3-0 |
| 18 feb.      | Caen-Lilla                | 0-1 |
| 18 feb.      | Lorient-Nizza             | 0-1 |
| 18 feb.      | Metz-Nantes               | 1-1 |
| 19 feb.      | Montpellier-Saint-Étienne | 2-1 |
| 19 feb.      | O. Lione-Digione          | 4-2 |
| 18 feb.      | O. Marsiglia-Rennes       | 2-0 |
| 19 feb.      | PSG-Tolosa                | 0-0 |

| 27ª giornata |                    |     |
|              |                    |     |
| 25 feb.      | Angers-Bastia      | 3-0 |
| 25 feb.      | Guingamp-Monaco    | 1-2 |
| 25 feb.      | Lilla-Bordeaux     | 2-3 |
| 25 feb.      | Nancy-Tolosa       | 0-0 |
| 25 feb.      | Nantes-Digione     | 3-1 |
| 24 feb.      | Nizza-Montpellier  | 2-1 |
| 26 feb.      | O. Lione-Metz      | 5-0 |
| 26 feb.      | O. Marsiglia-PSG   | 1-5 |
| 25 feb.      | Rennes-Lorient     | 1-0 |
| 26 feb.      | Saint-Étienne-Caen | 0-1 |

| 28ª giornata |                      |     |
|              |                      |     |
| 4 mar.       | Bastia-Saint-Étienne | 0-0 |
| 3 mar.       | Bordeaux-O. Lione    | 1-1 |
| 4 mar.       | Caen-Angers          | 2-3 |
| 4 mar.       | Digione-Nizza        | 0-1 |
| 5 mar.       | Lorient-O. Marsiglia | 1-4 |
| 4 mar.       | Metz-Rennes          | 1-1 |
| 5 mar.       | Monaco-Nantes        | 4-0 |
| 4 mar.       | Montpellier-Guingamp | 1-1 |
| 4 mar.       | PSG-Nancy            | 1-0 |
| 5 mar.       | Tolosa-Lilla         | 1-1 |

| 29ª giornata |                     |     |
|              |                     |     |
| 11 mar.      | Guingamp-Bastia     | 5-0 |
| 12 mar.      | Lorient-PSG         | 1-2 |
| 11 mar.      | Monaco-Bordeaux     | 2-1 |
| 11 mar.      | Montpellier-Nantes  | 2-3 |
| 11 mar.      | Nancy-Lilla         | 1-2 |
| 10 mar.      | Nizza-Caen          | 2-2 |
| 12 mar.      | O. Lione-Tolosa     | 4-0 |
| 10 mar.      | O. Marsiglia-Angers | 3-0 |
| 11 mar.      | Rennes-Digione      | 1-1 |
| 12 mar.      | Saint-Étienne-Metz  | 2-2 |

| 30ª giornata |                       |     |
|              |                       |     |
| 18 mar.      | Angers-Guingamp       | 3-0 |
| 18 mar.      | Bordeaux-Montpellier  | 5-1 |
| 19 mar.      | Caen-Monaco           | 0-3 |
| 19 mar.      | Digione-Saint-Étienne | 0-1 |
| 17 mar.      | Lilla-O. Marsiglia    | 0-0 |
| 17 mar.      | Metz-Bastia           | 1-0 |
| 18 mar.      | Nancy-Lorient         | 2-3 |
| 18 mar.      | Nantes-Nizza          | 1-1 |
| 19 mar.      | PSG-O. Lione          | 2-1 |
| 18 mar.      | Tolosa-Rennes         | 0-0 |

| 31ª giornata |                      |     |
|              |                      |     |
| 1° apr.      | Bastia-Lilla         | 0-1 |
| 31 mar.      | Guingamp-Nancy       | 1-0 |
| 2 apr.       | Lorient-Caen         | 1-0 |
| 18 apr.      | Metz-PSG             | 2-3 |
| 17 mag.      | Monaco-Saint-Étienne | 2-0 |
| 2 apr.       | Montpellier-Tolosa   | 0-1 |
| 2 apr.       | Nantes-Angers        | 2-1 |
| 2 apr.       | Nizza-Bordeaux       | 2-1 |
| 1° apr.      | O. Marsiglia-Digione | 1-1 |
| 2 apr.       | Rennes-O. Lione      | 1-1 |

| 32ª giornata |                      |     |
|              |                      |     |
| 8 apr.       | Angers-Monaco        | 0-1 |
| 8 apr.       | Bordeaux-Metz        | 3-0 |
| 8 apr.       | Caen-Montpellier     | 0-2 |
| 8 apr.       | Digione-Bastia       | 1-2 |
| 7 apr.       | Lilla-Nizza          | 1-2 |
| 8 apr.       | Nancy-Rennes         | 3-0 |
| 8 apr.       | O. Lione-Lorient     | 1-4 |
| 9 apr.       | PSG-Guingamp         | 4-0 |
| 9 apr.       | Saint-Étienne-Nantes | 1-1 |
| 9 apr.       | Tolosa-O. Marsiglia  | 0-0 |

| 33ª giornata |                            |     |
|              |                            |     |
| 14 apr.      | Angers-PSG                 | 0-2 |
| 16 apr.      | Bastia-O. Lione            | 0-3 |
| 15 apr.      | Guingamp-Tolosa            | 2-1 |
| 15 apr.      | Metz-Caen                  | 2-2 |
| 15 apr.      | Monaco-Digione             | 2-1 |
| 15 apr.      | Montpellier-Lorient        | 2-0 |
| 16 apr.      | Nantes-Bordeaux            | 0-1 |
| 15 apr.      | Nizza-Nancy                | 3-1 |
| 16 apr.      | O. Marsiglia-Saint-Étienne | 4-0 |
| 15 apr.      | Rennes-Lilla               | 2-0 |

| 34ª giornata |                      |     |
|              |                      |     |
| 22 apr.      | Bordeaux-Bastia      | 2-0 |
| 22 apr.      | Caen-Nantes          | 0-2 |
| 22 apr.      | Digione-Angers       | 3-2 |
| 22 apr.      | Lilla-Guingamp       | 3-0 |
| 22 apr.      | Lorient-Metz         | 5-1 |
| 21 apr.      | Nancy-O. Marsiglia   | 0-0 |
| 23 apr.      | O. Lione-Monaco      | 1-2 |
| 22 apr.      | PSG-Montpellier      | 2-0 |
| 23 apr.      | Saint-Étienne-Rennes | 1-1 |
| 23 apr.      | Tolosa-Nizza         | 1-1 |

| 35ª giornata |                        |     |
|              |                        |     |
| 28 apr.      | Angers-O. Lione        | 1-2 |
| 29 apr.      | Bastia-Rennes          | 1-0 |
| 30 apr.      | Caen-O. Marsiglia      | 1-5 |
| 30 apr.      | Digione-Bordeaux       | 0-0 |
| 29 apr.      | Guingamp-Saint-Étienne | 0-2 |
| 29 apr.      | Metz-Nancy             | 2-1 |
| 29 apr.      | Monaco-Tolosa          | 3-1 |
| 29 apr.      | Montpellier-Lilla      | 0-3 |
| 29 apr.      | Nantes-Lorient         | 1-0 |
| 30 apr.      | Nizza-PSG              | 3-1 |

| 36ª giornata |                        |     |
|              |                        |     |
| 6 mag.       | Guingamp-Digione       | 4-0 |
| 6 mag.       | Lilla-̈Metz             | 0-2 |
| 6 mag.       | Lorient-Angers         | 1-1 |
| 6 mag.       | Nancy-Monaco           | 0-3 |
| 7 mag.       | O. Lione-Nantes        | 3-2 |
| 7 mag.       | O. Marsiglia-Nizza     | 2-1 |
| 6 mag.       | PSG-Bastia             | 5-0 |
| 7 mag.       | Rennes-Montpellier     | 1-0 |
| 5 mag.       | Saint-Étienne-Bordeaux | 2-2 |
| 6 mag.       | Tolosa-Caen            | 0-1 |

| 37ª giornata |                       |     |
|              |                       |     |
| 14 mag.      | Bastia-Lorient        | 2-0 |
| 14 mag.      | Bordeaux-O. Marsiglia | 1-1 |
| 14 mag.      | Caen-Rennes           | 0-1 |
| 14 mag.      | Digione-Nancy         | 2-0 |
| 14 mag.      | Monaco-Lilla          | 4-0 |
| 14 mag.      | Metz-Tolosa           | 1-1 |
| 14 mag.      | Montpellier-O. Lione  | 1-3 |
| 14 mag.      | Nantes-Guingamp       | 4-1 |
| 14 mag.      | Nizza-Angers          | 0-2 |
| 14 mag.      | Saint-Étienne-PSG     | 0-5 |

| \| 38ª giornata \| \| \| \| \| \| \| \| 20 mag. \| Angers-Montpellier \| 2-0 \| \| 20 mag. \| Guingamp-Metz \| 1-0 \| \| 20 mag. \| Lilla-Nantes \| 3-0 \| \| 20 mag. \| Lorient-Bordeaux \| 1-1 \| \| 20 mag. \| Nancy-Saint-Étienne \| 3-1 \| \| 20 mag. \| O. Lione-Nizza \| 3-3 \| \| 20 mag. \| O. Marsiglia-Bastia \| 1-0 \| \| 20 mag. \| PSG-Caen \| 1-1 \| \| 20 mag. \| Rennes-Monaco \| 2-3 \| \| 20 mag. \| Tolosa-Digione \| 0-0 \| |                     |     |
| 38ª giornata |                     |     |
| |                     |     |
| 20 mag. | Angers-Montpellier  | 2-0 |
| 20 mag. | Guingamp-Metz       | 1-0 |
| 20 mag. | Lilla-Nantes        | 3-0 |
| 20 mag. | Lorient-Bordeaux    | 1-1 |
| 20 mag. | Nancy-Saint-Étienne | 3-1 |
| 20 mag. | O. Lione-Nizza      | 3-3 |
| 20 mag. | O. Marsiglia-Bastia | 1-0 |
| 20 mag. | PSG-Caen            | 1-1 |
| 20 mag. | Rennes-Monaco       | 2-3 |
| 20 mag. | Tolosa-Digione      | 0-0 |

## Spareggi

### Spareggio promozione
|         | Risultati |         | Luogo e data            |
| ------- | --------- | ------- | ----------------------- |
| Troyes  | 2-1       | Lorient | Troyes, 25 maggio 2017  |
| Lorient | 0-0       | Troyes  | Lorient, 28 maggio 2017 |

## Statistiche

### Squadre

#### Capoliste solitarie
|    | —— | —— | —— | ——  | ——    | ——    | ——    | ——    | ——    | ——    | ——    | ——    | ——    | ——    | ——    | ——    | ——    | ——    | ——  | ——  | ——  | ——     | ——     | ——     | ——     | ——     | ——     | ——     | ——     | ——     | ——     | ——     | ——     | ——     | ——     | ——     | ——     | —— |  |
|    |    |    |    | Mon | Nizza | Nizza | Nizza | Nizza | Nizza | Nizza | Nizza | Nizza | Nizza | Nizza | Nizza | Nizza | Nizza | Nizza |     | Mon |     | Monaco | Monaco | Monaco | Monaco | Monaco | Monaco | Monaco | Monaco | Monaco | Monaco | Monaco | Monaco | Monaco | Monaco | Monaco | Monaco |    |  |
|    |    |    |    |     |       |       |       |       |       |       |       |       |       |       |       |       |       |       |     |     |     |        |        |        |        |        |        |        |        |        |        |        |        |        |        |        |        |    |  |
|    |    |    |    |     |       |       |       |       |       |       |       |       |       |       |       |       |       |       |     |     |     |        |        |        |        |        |        |        |        |        |        |        |        |        |        |        |        |    |  |
| 1ª | 2ª | 3ª | 4ª | 5ª  | 6ª    | 7ª    | 8ª    | 9ª    | 10ª   | 11ª   | 12ª   | 13ª   | 14ª   | 15ª   | 16ª   | 17ª   | 18ª   | 19ª   | 20ª | 21ª | 22ª | 23ª    | 24ª    | 25ª    | 26ª    | 27ª    | 28ª    | 29ª    | 30ª    | 31ª    | 32ª    | 33ª    | 34ª    | 35ª    | 36ª    | 37ª    | 38ª    |    |  |

#### Classifica in divenire
Legenda:
| Colore | Significato |
| ------ | ----------- |
| rosso  | sconfitta   |
| bianco | pareggio    |
| verde  | vittoria    |

|               | 1ª | 2ª | 3ª | 4ª | 5ª | 6ª | 7ª | 8ª | 9ª | 10ª | 11ª | 12ª | 13ª | 14ª | 15ª | 16ª | 17ª | 18ª | 19ª | 20ª | 21ª | 22ª | 23ª | 24ª | 25ª | 26ª | 27ª | 28ª | 29ª | 30ª | 31ª | 32ª | 33ª | 34ª | 35ª | 36ª | 37ª | 38ª |
| ------------- | -- | -- | -- | -- | -- | -- | -- | -- | -- | --- | --- | --- | --- | --- | --- | --- | --- | --- | --- | --- | --- | --- | --- | --- | --- | --- | --- | --- | --- | --- | --- | --- | --- | --- | --- | --- | --- | --- |
| Angers        | 0  | 0  | 0  | 3  | 6  | 9  | 9  | 10 | 13 | 14  | 14  | 17  | 18  | 18  | 18  | 19  | 19  | 19  | 19  | 20  | 20  | 23  | 23  | 24  | 27  | 30  | 33  | 36  | 36  | 39  | 39  | 39  | 39  | 39  | 39  | 40  | 43  | 46  |
| Bastia        | 0  | 3  | 3  | 6  | 6  | 7  | 10 | 10 | 10 | 10  | 11  | 11  | 12  | 13  | 14  | 14  | 17  | 20  | 20  | 20  | 21  | 22  | 22  | 23  | 23  | 24  | 24  | 25  | 25  | 25  | 25  | 28  | 28  | 28  | 31  | 31  | 34  | 34  |
| Bordeaux      | 3  | 3  | 6  | 9  | 9  | 12 | 13 | 13 | 14 | 15  | 16  | 19  | 20  | 23  | 24  | 24  | 24  | 24  | 25  | 26  | 29  | 32  | 33  | 36  | 36  | 39  | 42  | 43  | 43  | 46  | 46  | 49  | 52  | 55  | 56  | 57  | 58  | 59  |
| Caen          | 3  | 3  | 6  | 6  | 6  | 6  | 7  | 10 | 10 | 10  | 10  | 13  | 13  | 14  | 14  | 15  | 15  | 18  | 18  | 21  | 24  | 25  | 28  | 28  | 28  | 28  | 31  | 31  | 32  | 32  | 32  | 32  | 33  | 33  | 33  | 36  | 36  | 37  |
| Digione       | 0  | 0  | 3  | 3  | 4  | 4  | 7  | 8  | 9  | 12  | 13  | 14  | 14  | 14  | 15  | 16  | 16  | 16  | 19  | 20  | 21  | 24  | 24  | 24  | 27  | 27  | 27  | 27  | 28  | 28  | 29  | 29  | 29  | 32  | 33  | 33  | 36  | 37  |
| Guingamp      | 1  | 4  | 7  | 8  | 8  | 11 | 11 | 11 | 14 | 17  | 20  | 21  | 22  | 23  | 23  | 26  | 26  | 29  | 30  | 30  | 31  | 31  | 31  | 31  | 34  | 34  | 34  | 35  | 38  | 38  | 41  | 41  | 44  | 44  | 44  | 47  | 47  | 50  |
| Lilla         | 0  | 3  | 4  | 4  | 4  | 4  | 4  | 7  | 7  | 10  | 10  | 10  | 10  | 11  | 14  | 17  | 20  | 20  | 21  | 22  | 23  | 26  | 26  | 26  | 26  | 29  | 29  | 30  | 33  | 34  | 37  | 37  | 37  | 40  | 43  | 43  | 43  | 46  |
| Lorient       | 0  | 0  | 0  | 0  | 3  | 3  | 6  | 6  | 6  | 6   | 7   | 7   | 7   | 8   | 11  | 12  | 12  | 15  | 15  | 18  | 18  | 18  | 21  | 22  | 22  | 22  | 22  | 22  | 22  | 25  | 28  | 31  | 31  | 34  | 34  | 35  | 35  | 36  |
| Metz          | 3  | 3  | 6  | 9  | 10 | 10 | 13 | 13 | 13 | 13  | 13  | 14  | 17  | 18  | 18  | 18  | 18  | 18  | 19  | 20  | 23  | 23  | 26  | 29  | 29  | 30  | 30  | 31  | 32  | 35  | 35  | 35  | 36  | 36  | 39  | 42  | 43  | 43  |
| Monaco        | 1  | 4  | 7  | 10 | 13 | 13 | 16 | 19 | 19 | 22  | 23  | 26  | 29  | 32  | 33  | 36  | 39  | 39  | 42  | 45  | 48  | 49  | 52  | 55  | 58  | 59  | 62  | 65  | 68  | 71  | 74  | 77  | 80  | 83  | 86  | 89  | 92  | 95  |
| Montpellier   | 3  | 3  | 4  | 5  | 6  | 6  | 6  | 7  | 10 | 10  | 11  | 14  | 15  | 16  | 16  | 19  | 19  | 22  | 22  | 23  | 23  | 23  | 26  | 26  | 29  | 32  | 32  | 33  | 33  | 33  | 33  | 36  | 39  | 39  | 39  | 39  | 39  | 39  |
| Nancy         | 0  | 0  | 0  | 3  | 4  | 5  | 5  | 5  | 5  | 6   | 9   | 9   | 12  | 13  | 16  | 16  | 19  | 20  | 21  | 24  | 24  | 24  | 27  | 27  | 27  | 27  | 28  | 28  | 28  | 28  | 28  | 31  | 31  | 32  | 32  | 32  | 32  | 35  |
| Nantes        | 3  | 3  | 3  | 3  | 4  | 5  | 5  | 8  | 11 | 11  | 11  | 12  | 12  | 13  | 13  | 13  | 16  | 19  | 22  | 25  | 25  | 26  | 26  | 27  | 30  | 31  | 34  | 34  | 37  | 38  | 41  | 42  | 42  | 45  | 48  | 48  | 51  | 51  |
| Nizza         | 3  | 6  | 7  | 10 | 11 | 14 | 17 | 20 | 23 | 26  | 29  | 29  | 32  | 33  | 36  | 39  | 40  | 43  | 44  | 45  | 46  | 49  | 49  | 52  | 53  | 56  | 59  | 62  | 63  | 64  | 67  | 70  | 73  | 74  | 77  | 77  | 77  | 78  |
| O. Lione      | 3  | 6  | 6  | 6  | 7  | 10 | 10 | 13 | 13 | 13  | 16  | 19  | 22  | 22  | 25  | 28  | 31  | 34  | 37  | 37  | 40  | 40  | 40  | 43  | 43  | 46  | 49  | 50  | 53  | 53  | 54  | 54  | 57  | 57  | 60  | 63  | 66  | 67  |
| O. Marsiglia  | 1  | 1  | 4  | 4  | 5  | 5  | 8  | 9  | 12 | 13  | 14  | 14  | 17  | 17  | 18  | 21  | 24  | 27  | 30  | 30  | 30  | 33  | 33  | 36  | 36  | 39  | 39  | 42  | 45  | 46  | 47  | 48  | 51  | 52  | 55  | 58  | 59  | 62  |
| PSG           | 3  | 6  | 6  | 7  | 10 | 13 | 13 | 16 | 19 | 20  | 23  | 26  | 29  | 32  | 35  | 35  | 36  | 36  | 39  | 42  | 45  | 46  | 49  | 52  | 55  | 56  | 59  | 62  | 65  | 68  | 71  | 74  | 77  | 80  | 80  | 83  | 86  | 87  |
| Rennes        | 0  | 3  | 4  | 7  | 7  | 10 | 10 | 13 | 14 | 17  | 20  | 20  | 21  | 24  | 24  | 27  | 27  | 27  | 28  | 28  | 29  | 30  | 31  | 32  | 33  | 33  | 36  | 37  | 38  | 39  | 40  | 40  | 43  | 44  | 44  | 47  | 50  | 50  |
| Saint-Étienne | 0  | 3  | 4  | 5  | 8  | 9  | 12 | 12 | 13 | 16  | 17  | 18  | 18  | 21  | 22  | 22  | 25  | 25  | 26  | 27  | 30  | 33  | 36  | 36  | 39  | 39  | 39  | 40  | 41  | 44  | 44  | 45  | 45  | 46  | 49  | 50  | 50  | 50  |
| Tolosa        | 1  | 4  | 5  | 5  | 8  | 11 | 14 | 14 | 17 | 18  | 18  | 19  | 19  | 19  | 22  | 22  | 25  | 26  | 26  | 26  | 26  | 26  | 29  | 30  | 33  | 34  | 35  | 36  | 36  | 37  | 40  | 41  | 41  | 42  | 42  | 42  | 43  | 44  |

#### Classifiche di rendimento

##### Rendimento andata-ritorno
| Andata        | Andata | Ritorno       | Ritorno |
|               |        |               |         |
| Nizza         | 44     | Monaco        | 53      |
| Monaco        | 42     | PSG           | 48      |
| PSG           | 39     | Bordeaux      | 34      |
| O. Lione      | 37     | Nizza         | 34      |
| Guingamp      | 30     | O. Marsiglia  | 32      |
| O. Marsiglia  | 30     | O. Lione      | 30      |
| Rennes        | 28     | Nantes        | 29      |
| Saint-Étienne | 26     | Angers        | 27      |
| Tolosa        | 26     | Lilla         | 25      |
| Bordeaux      | 25     | Saint-Étienne | 24      |
| Montpellier   | 22     | Metz          | 24      |
| Nantes        | 22     | Rennes        | 22      |
| Lilla         | 21     | Lorient       | 21      |
| Nancy         | 21     | Guingamp      | 20      |
| Bastia        | 20     | Caen          | 19      |
| Digione       | 19     | Tolosa        | 18      |
| Angers        | 19     | Digione       | 18      |
| Metz          | 19     | Montpellier   | 17      |
| Caen          | 18     | Nancy         | 14      |
| Lorient       | 15     | Bastia        | 14      |

##### Rendimento casa-trasferta
| Casa          | Casa | Trasferta     | Trasferta |
|               |      |               |           |
| Monaco        | 52   | Monaco        | 43        |
| Nizza         | 46   | PSG           | 42        |
| PSG           | 45   | Nizza         | 32        |
| O. Marsiglia  | 43   | O. Lione      | 30        |
| Guingamp      | 39   | Bordeaux      | 26        |
| O. Lione      | 37   | Nantes        | 23        |
| Rennes        | 36   | Lilla         | 22        |
| Bordeaux      | 33   | Saint-Étienne | 20        |
| Tolosa        | 30   | O. Marsiglia  | 19        |
| Saint-Étienne | 30   | Angers        | 17        |
| Montpellier   | 29   | Metz          | 15        |
| Angers        | 29   | Caen          | 14        |
| Nantes        | 28   | Tolosa        | 14        |
| Metz          | 28   | Rennes        | 14        |
| Digione       | 27   | Nancy         | 11        |
| Lorient       | 25   | Lorient       | 11        |
| Bastia        | 24   | Guingamp      | 11        |
| Lilla         | 24   | Digione       | 10        |
| Nancy         | 24   | Montpellier   | 10        |
| Caen          | 23   | Bastia        | 10        |

#### Record
- Maggior numero di vittorie: Monaco (30)
- Minor numero di sconfitte: Monaco (3)
- Migliore attacco: Monaco (107)
- Miglior difesa: PSG (27)
- Miglior differenza reti: Monaco (+76)
- Maggior numero di pareggi: Bordeaux, Rennes, Saint-Étienne, Tolosa (14)
- Minor numero di pareggi: O. Lione (4)
- Minor numero di vittorie: Bastia, Digione (8)
- Maggior numero di sconfitte: Lorient (22)
- Peggiore attacco: Bastia, Nancy (29)
- Peggior difesa: Metz (72)
- Peggior differenza reti: Metz (-33)
- Partita con più reti: Monaco-Montpellier 6-2
- Partita con maggiore scarto di gol: Metz-Monaco 0-7
- Maggior numero di reti in una giornata: 37 (25ª)
- Minor numero di reti in una giornata: 18 (13ª)
- Miglior serie positiva: Monaco (20)
- Peggior serie negativa: Angers, Lorient, Montpellier (5)

### Individuali

#### Classifica marcatori
| Gol | Rigori |  | Giocatore           | Squadra      |
| --- | ------ |  | ------------------- | ------------ |
| 35  | 7      |  | Edinson Cavani      | PSG          |
| 28  | 10     |  | Alexandre Lacazette | O. Lione     |
| 21  | 4      |  | Radamel Falcao      | Monaco       |
| 20  | 3      |  | Bafétimbi Gomis     | O. Marsiglia |
| 15  | 3      |  | Mario Balotelli     | Nizza        |
| 15  |        |  | Kylian Mbappé       | Monaco       |
| 15  | 3      |  | Ivan Santini        | Caen         |
| 15  | 1      |  | Florian Thauvin     | O. Marsiglia |
| 14  | 5      |  | Nicolas de Préville | Lilla        |
| 14  |        |  | Steve Mounié        | Montpellier  |
| 13  | 3      |  | Benjamin Moukandjo  | Lorient      |
| 12  | 3      |  | Jimmy Briand        | Guingamp     |
| 12  | 1      |  | Lucas               | PSG          |
| 12  | 1      |  | Emiliano Sala       | Nantes       |
| 11  | 3      |  | Ryad Boudebouz      | Montpellier  |
| 11  | 4      |  | Martin Braithwaite  | Tolosa       |
| 11  |        |  | Loïs Diony          | Digione      |
| 11  | 1      |  | Alassane Pléa       | Nizza        |

#### Record
- Capocannoniere: Edinson Cavani (PSG, 35 gol)
- Maggior numero di gol in una partita: Edinson Cavani (PSG; 4 gol in Caen-Paris SG 0-6, 9 settembre 2016)
- Gol più veloce: Valentin Vada (Bordeaux; 16 secondi in Bordeaux-Tolosa 1-0, 21 gennaio 2017)
- Miglior assist-man: Morgan Sanson (Montpellier, 12 assist)
- Maggior numero di presenze: 8 giocatori[79] (38 presenze)
- Maggior numero di minuti giocati: Benoît Costil (Rennes), Yohann Pelé (O. Marsiglia) (3420 minuti)
- Maggior numero di cartellini gialli: Steeve Yago (Tolosa, 13 ammonizioni)
- Maggior numero di cartellini rossi: Yannick Cahuzac (Bastia, 4 espulsioni)

### Media spettatori
Media spettatori della Ligue 1 2016/2017: 21 208

| Club          | Pos. | Media  | Max.   | Min.   | Totale  |
| ------------- | ---- | ------ | ------ | ------ | ------- |
| PSG           | 1    | 45 160 | 47 929 | 40 599 | 858 032 |
| O. Marsiglia  | 2    | 39 894 | 65 252 | 25 121 | 757 979 |
| O. Lione      | 3    | 39 171 | 57 050 | 28 349 | 744 248 |
| Lilla         | 4    | 29 487 | 40 485 | 23 216 | 560 252 |
| Saint-Étienne | 5    | 27 227 | 37 029 | 20 456 | 490 084 |
| Bordeaux      | 6    | 23 270 | 41 265 | 16 331 | 460 126 |
| Nantes        | 7    | 23 152 | 32 858 | 18 125 | 439 886 |
| Nizza         | 8    | 22 949 | 33 190 | 16 355 | 436 035 |
| Rennes        | 9    | 22 688 | 29 054 | 17 016 | 431 080 |
| Nancy         | 10   | 17 516 | 19 524 | 15 423 | 332 801 |
| Tolosa        | 11   | 17 067 | 29 430 | 11 023 | 324 272 |
| Caen          | 12   | 16 755 | 20 054 | 13 243 | 318 347 |
| Metz          | 13   | 16 195 | 21 009 | 11 553 | 291 516 |
| Guingamp      | 14   | 14 790 | 18 033 | 12 630 | 281 003 |
| Montpellier   | 15   | 12 356 | 22 217 | 8 960  | 234 763 |
| Angers        | 16   | 11 955 | 15 909 | 9 142  | 227 154 |
| Lorient       | 17   | 11 847 | 15 884 | 8 323  | 225 089 |
| Bastia        | 18   | 10 364 | 13 135 | 9 139  | 178 700 |
| Digione       | 19   | 10 126 | 13 416 | 7 828  | 192 401 |
| Monaco        | 20   | 9 586  | 16 049 | 5 539  | 182 134 |

### Arbitri
Di seguito è indicata, in ordine alfabetico, la lista dei 24 arbitri che presero parte alla Ligue 1 2016-2017. Tra parentesi è riportato il numero di incontri diretti.
- Karim Abed (19)
- Benoît Bastien (21)
- Hakim Ben El Hadj (1)
- Jérôme Brisard (8)
- Ruddy Buquet (24)
- Tony Chapron (20)
- Amaury Delerue (22)
- Sébastien Desiage (17)
- Saïd Ennjimi (4)
- Fredy Fautrel (3)
- Antony Gautier (17)
- Johan Hamel (22)

- Lionel Jaffredo (8)
- Stéphane Lannoy (6)
- Mikaël Lesage (25)
- François Letexier (22)
- Jerôme Miguelgorry (21)
- Benoît Millot (23)
- Sébastien Moreira (5)
- Nicolas Rainville (9)
- Frank Schneider (21)
- Olivier Thual (20)
- Clément Turpin (21)
- Bartolomeu Varela (21)

## Verdetti finali
- Monaco Campione di Francia 2016-2017.
- Monaco (1ª classificata) e PSG (2ª) qualificate alla fase a gironi della UEFA Champions League 2017-2018. Nizza (3ª) qualificato al terzo turno preliminare (percorso piazzate).
- PSG vincitore della Coupe de France 2016-2017 e della Coupe de la Ligue 2016-2017.
- O. Lione (4ª classificata) qualificata alla fase a gironi della UEFA Europa League 2017-2018. O. Marsiglia (5ª) e Bordeaux (6ª) qualificate al terzo turno preliminare.
- Lorient (sconfitta nello spareggio), Nancy (19ª classificata) e Bastia (20ª) retrocesse in Ligue 2 2017-2018.